# Tritonaclia kefersteini
Tritonaclia kefersteini är en fjärilsart som beskrevs av Butler 1882. Tritonaclia kefersteini ingår i släktet Tritonaclia och familjen björnspinnare. Inga underarter finns listade i Catalogue of Life.